# 特瓦普納姆
特瓦普納姆是紐西蘭南島正式的毛利語名稱，有時該島因為神話典故而被稱為「特瓦卡厄茂伊」，意指「茂伊的獨木舟」。
納塔胡是紐西蘭南部重要的毛利人部落，當地人利用非常堅硬的毛利碧玉（Pounamu，又稱綠石）製作手斧等器具以及裝飾品。而在毛利碧玉之中特具價值者為顏色較淡的軟玉，毛利語中稱為「伊納喀（inanga）」，出產於現在名為達特峽谷（Dart Valley）的偏遠之處。毛利人將這個地區命名為「瓦希普納姆（wāhi pounamu）」，意為「綠石之地」，而紐西蘭南島也因而被命名為「Te Wāhi Pounamu」。「Te Wāhi Pounamu」後來不知為何被改為「Te Wai Pounamu」，意思是「綠石之水」，但已與原始詞意沒有關聯。
紐西蘭地理委員會發現南島和北島一樣，都沒有正式官方名稱。經過研議後，紐西蘭土地資訊部部長最後決定將「the South Island」與「Te Waipounamu」訂為正式名稱。